# Ain Oussera
Ain Oussera (arabisch عين وسارة) ist eine Gemeinde in der Provinz Djelfa im Norden Algeriens mit 98.107 Einwohnern (Stand: 2008). Die Stadt liegt 200 Kilometer südlich der Hauptstadt Algier und wird von der Hauptstraße 1 des Trans-Sahara-Highway durchquert.

## Klima
Laut der Klimaklassifikation nach Köppen und Geiger herrscht in Ain Oussera ein semiarides Klima (BSk). Monate mit höchster durchschnittlicher Tiefsttemperatur sind Juli und August (19 °C). Der kälteste Monat (mit der niedrigsten durchschnittlichen Tiefsttemperatur) ist der Januar (1 °C).

## Bevölkerungsentwicklung
| Zensusjahr | Einwohnerzahl |
| ---------- | ------------- |
| 1977       | 17.173        |
| 1987       | 44.270        |
| 1998       | 81.145        |
| 2008       | 98.107        |

## Wirtschaft
Die wirtschaftlichen Aktivitäten beziehen sich hauptsächlich auf die Schafzucht bzw. die Landwirtschaft in der nahe gelegenen Sersou-Ebene, die tertiären Aktivitäten und den Kleinhandel.